# Sergei Ogureschnikow
Sergei Walerjewitsch Ogureschnikow (* 4. April 1977 in Ust-Kamenogorsk, Kasachische SSR, Sowjetunion) ist ein ehemaliger kasachischer Eishockeytorwart, der für verschiedene Klubs in Kasachstan und Russland spielte und mit der kasachischen Nationalmannschaft an zwei Weltmeisterschaften der Top-Division teilnahm.

## Karriere
Sergei Ogureschnikow begann seine Karriere als Eishockeytorwart in seiner kasachischen Heimat in der Nachwuchsabteilung von Torpedo Ust-Kamenogorsk, wo er ab 1995 auch seine ersten Erfahrungen im Profibereich sammelte und dem Klub in der zweitklassigen Wysschaja Liga und in der kasachischen Liga spielte. 2001 wurde er zum besten Torhüter der kasachischen Liga gewählt und gewann mit seinem Klub auch die kasachische Meisterschaft. 2003 wechselte er zu Gornjak Rudny in die kasachische Liga und ein Jahr später zu Golden Amur in die Asia League Ice Hockey. Nachdem diese Mannschaft 2005 aus finanziellen Gründen den Spielbetrieb einstellen musste, kehrte er in seine Geburtsstadt zurück und spielte mit Kaszink-Torpedo, wie sein Stammverein nunmehr hieß, bis 2007 sowohl in der Wysschaja Liga, als auch um die kasachische Meisterschaft, wobei er 2007 erneut den kasachischen Titel gewann. Anschließend zog es ihn zum HK Kasachmys Satpajew, mit dem er ebenfalls in der Wysschaja Liga spielte und 2008 kasachischer Pokalsieger wurde, wozu er selbst als bester Torhüter des Wettbewerbs maßgeblich beitrug.
Nachdem er den Beginn der Spielzeit 2008/09 noch in Satpajew, das inzwischen in die drittklassige Perwaja Liga abgestiegen war, verbracht hatte, wurde er von Chimik Woskressensk aus der Kontinentalen Hockey-Liga verpflichtet. Dort und beim HK Lada Toljatti stand er bis Dezember 2009 bei insgesamt elf KHL-Spielen im Tor. Zum Jahresende 2009 kehrte er erneut zu Kaszink-Torpedo zurück und spielte dort bis Ende 2011 in der Wysschaja Hockey-Liga und auch der kasachischen Liga. Gegen Jahresende 2011 wechselte er zu Sputnik Nischni Tagil, wo er ebenfalls in der Wysschaja Hockey-Liga das Tor hütete. Mit Ausnahme eines kurzen Abstechers zum HK Ertis Pawlodar im Herbst 2012 blieb er bis 2013 im mittleren Ural. In der Spielzeit 2013/14 ließ er seine Karriere beim WHL-Klub Ariada Wolschsk ausklingen.

### International
Für Kasachstan nahm Ogureschnikow im Juniorenbereich zunächst an der U18-Asien-Ozeanien-Meisterschaft 1995 teil, bei der er zwar nicht zum Einsatz kam, aber mit den Kasachen die Silbermedaille hinter Japan gewann. Mit der kasachischen U20-Auswahl spielte er bei der C2-Weltmeisterschaft 1995, der C-Weltmeisterschaft 1996 und der B-Weltmeisterschaft 1997, wobei jeweils der Aufstieg in die nächsthöhere Gruppe gelang. 
Im Seniorenbereich stand er zunächst bei der B-Weltmeisterschaft 2000 im Aufgebot seines Landes. Nach der Umstellung auf das heutige Divisionensystem spielte er bei den Weltmeisterschaften der Division I 2001 und 2008, als er mit dem besten Gegentorschnitt und der zweitbesten Fangquote nach dem Briten Stephen Murphy zum besten Torhüter des Turniers gewählt wurde. 2005 und 2006 spielte er mit den Asiaten in der Top-Division.
Zudem vertrat Ogureschnikow seine Farben beim Qualifikationsturnier für die Olympischen Winterspiele in Vancouver 2010. Bei den Winter-Asienspielen 2007 errang er mit Kasachstan hinter Japan die Silbermedaille.

## Erfolge und Auszeichnungen
- 1995 Silbermedaille bei der U18-Asien-Ozeanien-Meisterschaft
- 1995 Aufstieg in die C-Gruppe bei der Junioren-C2-Weltmeisterschaft
- 1996 Aufstieg in die B-Gruppe bei der Junioren-C-Weltmeisterschaft
- 1997 Aufstieg in die A-Gruppe bei der Junioren-B-Weltmeisterschaft
- 2001 Kasachischer Meister mit Torpedo Ust-Kamenogorsk
- 2001 Bester Torhüter der kasachischen Liga
- 2007 Kasachischer Meister mit Kaszink-Torpedo Ust-Kamenogorsk
- 2007 Silbermedaille bei den Winter-Asienspielen
- 2008 Kasachischer Pokalsieger mit dem HK Kasachmys Satpajew
- 2008 Bester Torhüter des Kasachischen Eishockeypokals
- 2008 Bester Torhüter und geringster Gegentorschnitt bei der Eishockey-Weltmeisterschaft der Division I, Gruppe A